# Gare de Rome-Nomentana
La gare de Rome-Nomentana (en italien : Stazione di Roma Nomentana) est une gare de Rome située dans le quartier de Monte Sacro et Trieste, au nord-est de la ville.